# Phare d'Absecon

Le phare d'Absecon (en anglais : Absecon Lighthouse), est un phare situé à l'extrémité nord d'Atlantic City dans le comté d'Atlantic, New Jersey. Il a été mis hors service en 1933 et réactivé en 1997 à titre privé par la Inlet Public-Private Association .
Il est inscrit au Registre national des lieux historiques depuis le 25 janvier 1971 sous le n° 71000462 .

## Historique
Ce phare surplombe le grau d'Absecon (en) et il est le plus haut phare de l'État du New Jersey et le troisième plus haut phare en maçonnerie des États-Unis. La construction a commencé en 1854 et mis en service le 15 janvier 1857. Le phare a été désactivé en 1933 et, bien que la lumière brille toujours chaque nuit depuis 1997, il n'est plus une aide à la navigation active.
Le phare Absecon a été conçu par George Meade et conserve toujours sa lentille de Fresnel fixe de premier ordre d'origine. La lentille est faite de verre au plomb et pèse 12 800 livres (5 800 kg). Jack Boucher (en), un photographe américain du National Park Service, a conçu et supervisé la préservation du phare en 1964.

## Maintenant
Le phare est ouvert à la visite du public et, pour un petit don, on peut monter jusqu'à la lanterne et à la galerie extérieure. Un des quartiers des gardiens a été ouvert en 2002 et sert de musée et de boutique de cadeaux. Le bâtiment à carburant d'origine contient maintenant une exposition de lentille de Fresnel. En plus des visites scolaires et de groupe, le phare d'Absecon propose un programme de nuit pour les scouts, un programme d'arts l'hiver pour les enfants et une grande variété d'événements spéciaux tout au long de l'année.

## Description
Le phare  est une haute tour conique avec galerie et lanterne de 52 m de haut. Le phare est peint en blanc avec une large bande noire centrale et la lanterne est blanche.
Il émet, à une hauteur focale de 51 m, une lumière blanche fixe. Sa portée est de 19,5 milles nautiques (environ 36 km).
Identifiant : ARLHS : USA-001 ; ex-Amirauté.

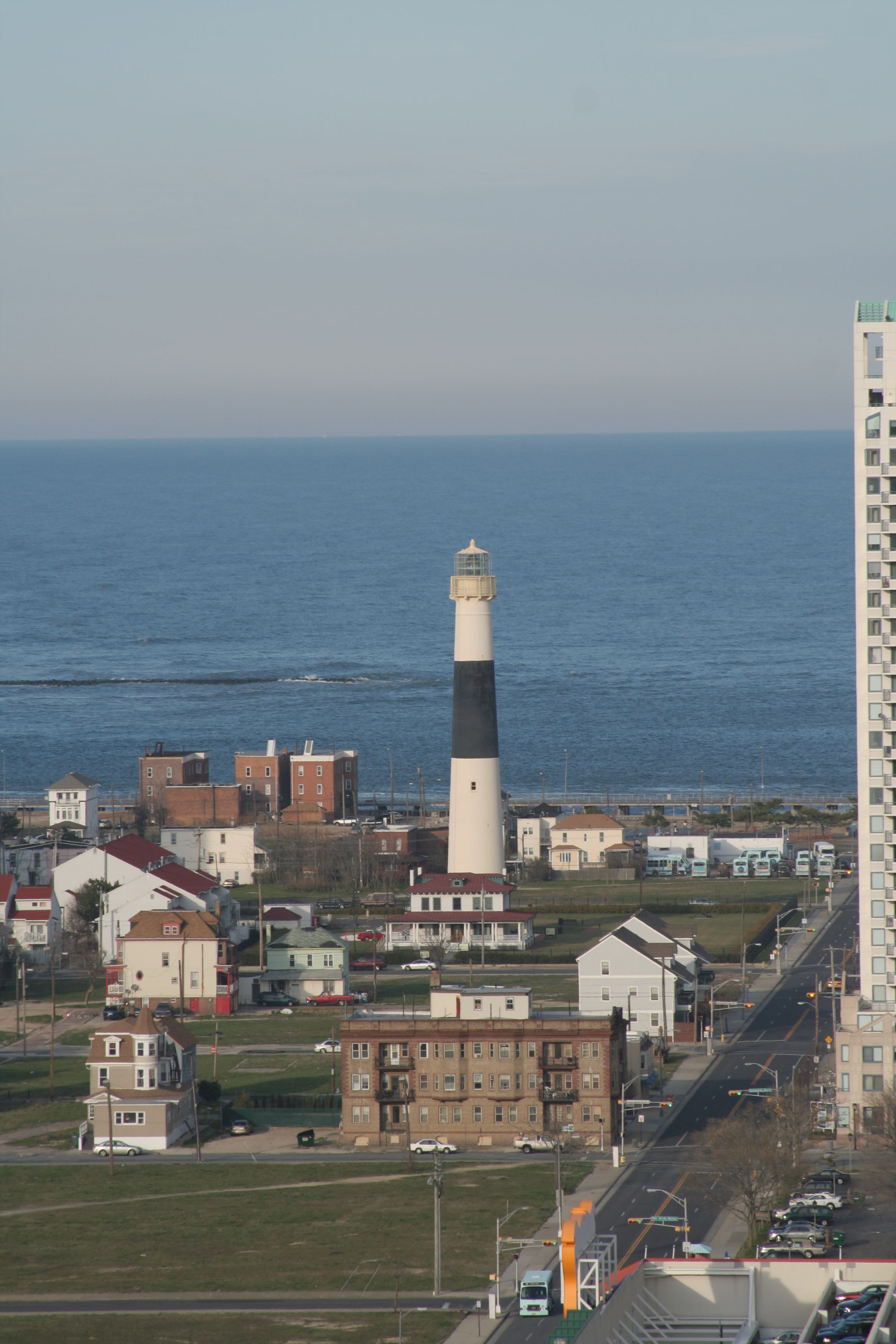
Le phare dans Atlantic City
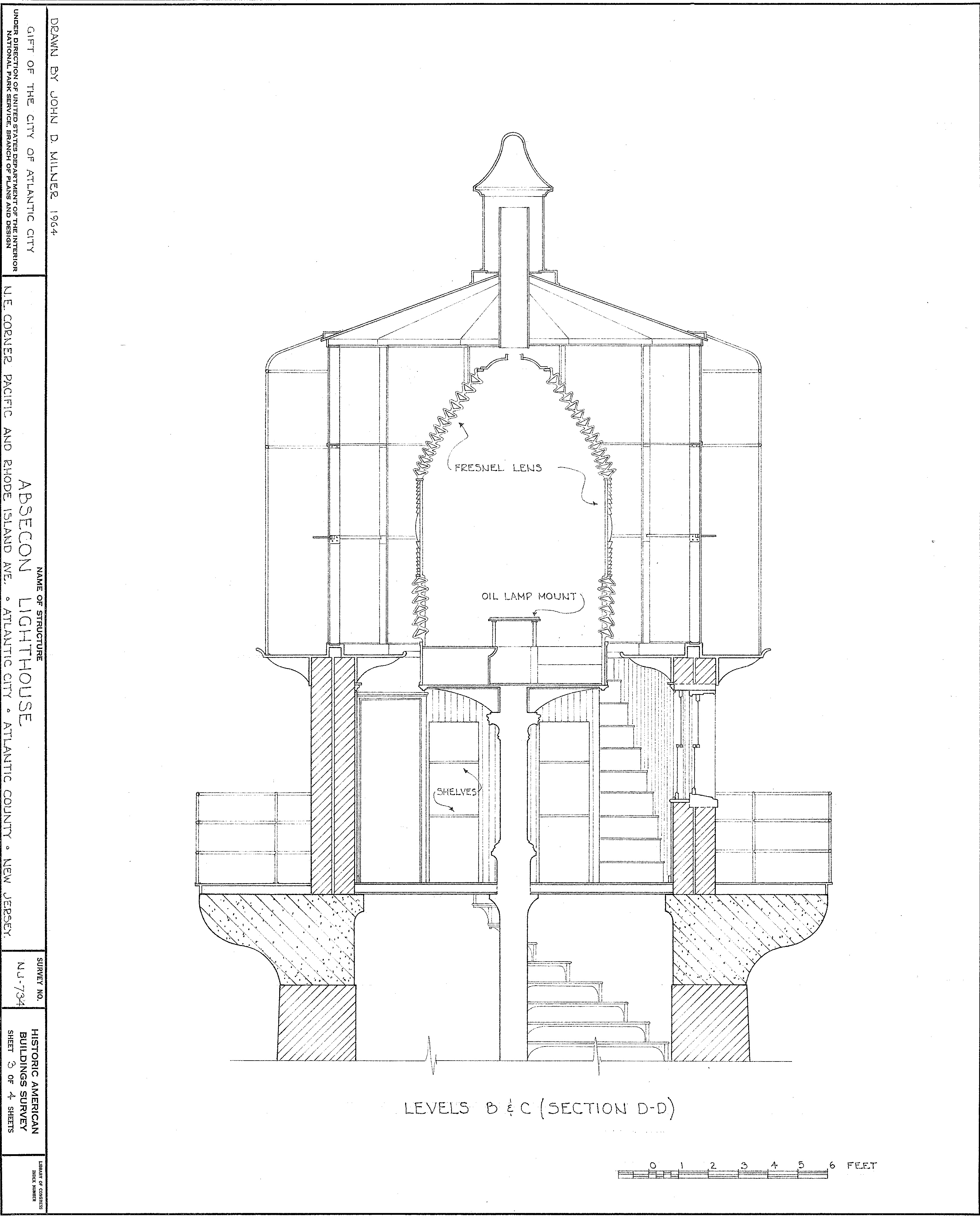
Plan de la lanterne
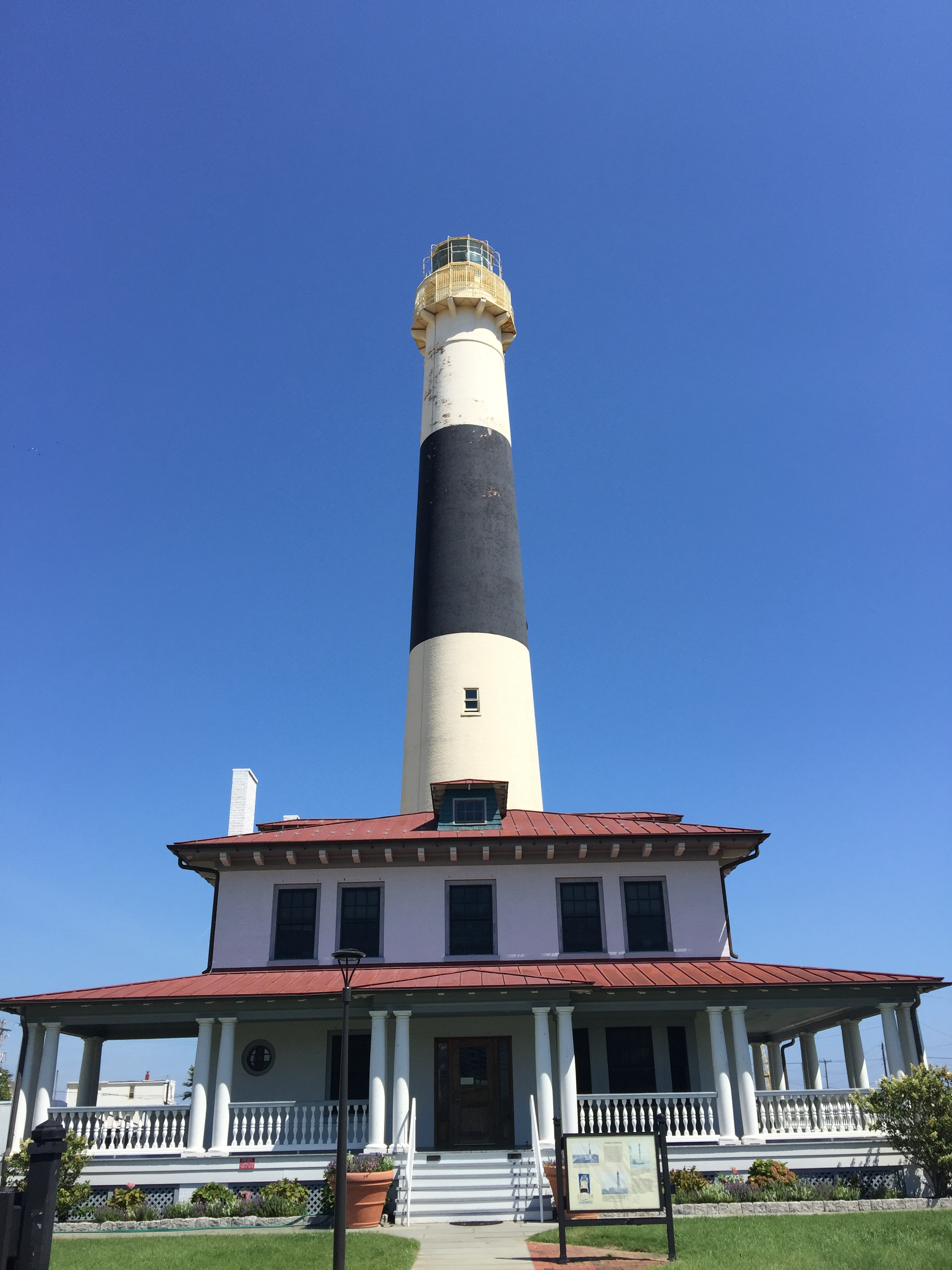
Le phare

### Lien connexe
- Liste des phares du New Jersey